# YMCA野球團
《YMCA野球團》（韓語：YMCA 야구단），韓國在2002年公映的一部電影。

## 劇情介紹
故事以當時大韓帝國的侍從武官長閔泳煥自殺的事件說起。閔永煥的女兒曾放洋留學，並在美國學會打棒球。回到韓國以後，她在漢城韓國的第一家基督教青年會（YMCA）會所教授漢陽的年青人怎樣打棒球。後來日本人進駐，而軍隊的領導人居然是閔小姐在美國的同學。為較量實力，YMCA隊和日本駐軍進行了一場比賽，結果YMCA隊獲勝。不過，這小小的勝利卻比不上國家的失敗，因為很快，韓國被逼簽署《日韓合併條約》，韓國正式淪為日本的殖民地。

## 演員陣容
- 宋康昊
- 金惠秀
- 金柱赫
- 黃晸玟
- 李對淵
- 金日勇
- 崔德文
- 申　久
- 林玄植
- 曹承佑 (特別出演)
- 李政俊

1. ↑  . meWATCH. （原始内容存档于2021-10-27） （英语）.
2. ↑  . www.yesasia.com.